# Portada/efemèride febrer 28
Chiquinha Gonzaga
« 27 de febrer · 28 de febrer · 1 de març »